# Concours Eurovision de la chanson junior 2025
 (13 décembre 2025).
United By Music
- Pays participants
- Pays participants ayant déjà choisi son représentant et/ou sa chanson
- Pays ayant déjà participé dans le passé mais pas en 2025

Madrid 2024
Le Concours Eurovision de la chanson junior 2025 sera la 23e édition du Concours Eurovision de la chanson junior. Elle aura lieu dans la petite salle du Nouveau Palais des Sports de Tbilissi en Géorgie, le 13 décembre 2025, à la suite de la victoire d'Andria Putkaradze lors de l'édition 2024 à Madrid avec sa chanson To My Mom.

## Préparation du concours
Après la victoire d'Andria à l'Eurovision junior 2024, la directrice du diffuseur géorgien GPB, Tinatin Berdzenishvili, déclare être prête « à ce que la Géorgie accueille l’Eurovision junior ». Le 9 avril 2025, l'Agence nationale des marchés publics de Géorgie publie des documents indiquant que « par décision conjointe du gouvernement géorgien, de la Société géorgienne de radiodiffusion publique et de l'Union européenne de radio-télévision […]. ».
Le 13 mai 2025, l’UER confirme que l'Eurovision Junior 2025 aura lieu le 13 décembre 2025 dans la capitale géorgienne, Tbilissi,,. Le même jour, le chef de l'administration du gouvernement géorgien, Levan Zhorzholiani, annonce que le concours se tiendra dans la petite salle du Nouveau Palais des Sports de Tbilissi.
Dans un décret publié le 6 août, le gouvernement géorgien annonce l'allocation de 8 164 280 laris (2 586 317 euros) pour l'organisation du concours. Ce budget est inférieur à ceux des éditions précédentes (5,5 millions d'euros en 2024, 13 millions d'euros en 2022).

## Concours

### Liste des participants
À ce jour, 18 pays ont confirmé leur participation à cette vingt-troisième édition. Parmi eux, l'Azerbaïdjan fait son retour 4 ans d'absence, tout comme la Croatie après 10 ans d'absence, et le Monténégro après 9 ans d’absence. À l'inverse, elle voit les retraits de l'Allemagne et de l'Estonie, après deux années consécutives de participation.
| Pays              | Artiste                        | Chanson                        | Langue(s)                      |
| ----------------- | ------------------------------ | ------------------------------ | ------------------------------ |
| Albanie           | Kroni Pula                     | Fruta perime                   | Albanais                       |
| Arménie           |                                |                                |                                |
| Azerbaïdjan       |                                |                                |                                |
| Chypre            |                                |                                |                                |
| Croatie           | Marino Vrgoč                   |                                |                                |
| Espagne           | Gonzalo Pinillos               |                                |                                |
| France            |                                |                                |                                |
| Géorgie H T       |                                |                                |                                |
| Irlande           | Sélection le 26 septembre 2025 |                                |                                |
| Italie            | Sélection en septembre 2025    | Sélection en septembre 2025    | Sélection en septembre 2025    |
| Macédoine du Nord | Nela Mančeska                  |                                |                                |
| Malte             |                                |                                |                                |
| Monténégro        |                                |                                |                                |
| Pays-Bas          | Sélection le 20 septembre 2025 | Sélection le 20 septembre 2025 | Sélection le 20 septembre 2025 |
| Pologne           | Marianna Kłos                  |                                |                                |
| Portugal          | Inês Gonçalves                 |                                |                                |
| Saint-Marin       | Annonce en septembre 2025      |                                |                                |
| Ukraine           | Sélection en octobre 2025      | Sélection en octobre 2025      | Sélection en octobre 2025      |

## Retransmission du concours

### Dans les pays participants
Tous les diffuseurs participants pourront choisir de faire appel à des commentateurs sur place ou à distance pour fournir des informations sur le concours et des informations sur le vote à leur public local. L'Union européenne de radio-télévision proposera également des diffusions internationales en direct du concours via sa chaîne YouTube officielle, sans commentaires.
| Pays   | Diffuseurs | Commentateurs | Porte-paroles |
| ------ | ---------- | ------------- | ------------- |
| Italie | Rai 2      | Mario Acampa  |               |

### Dans les autres pays
| Pays      | Diffuseur | Commentateurs |
| --------- | --------- | ------------- |
| Allemagne | KiKA      |               |
| Lituanie  | LRT       |               |